# Grzegorz Skurski
Grzegorz Skurski est un acteur, réalisateur, scénariste, producteur et écrivain polonais né le 23 février 1939 à Varsovie et mort le 4 mai 2009.

## Biographie
Grzegorz Skurski est né le 23 février 1939 à Varsovie, capitale de la Pologne.
À partir de 1968, il est associé au Studio du film documentaire de Varsovie.
Il a enseigné à l'école de journalisme Melchior Wańkowicz à Varsovie.
Il est l'auteur de livres. Il a été chauffeur de taxi et employé d'une usine de matériaux de construction. Il a également étudié la zootechnie, la philologie, le droit et l'anglais.
Il meurt le 4 mai 2009.